# Clash Quest
Clash Quest fue un videojuego de estrategia para dispositivos móviles, de un jugador, que estuvo en desarrollo por la empresa finesa Supercell. El juego consistía en atacar por turnos con un número limitado de tropas y destruir el mayor número de defensas posibles. Fue lanzado el 6 de abril de 2021 y actualmente está eliminado. Sólo estuvo disponible para dispositivos iOS (iPhone 8 y superiores) en: Noruega, Suecia, Finlandia, Dinamarca e Islandia. Al encontrarse en aquella fase, los que se encuentren en los países dichos anteriormente podían jugarlo antes de que salga de manera global, para que así la empresa desarrolladora pueda solucionar errores en el juego o aceptar sugerencias de los probadores para mejorarlo. El 17 de agosto de 2022, Supercell comunicó que no se cumplieron las expectativas y los servidores fueron cerrados a finales de Septiembre.

## Historia
Ya a finales de 2020, se cree que Supercell había dado algunas pistas muy escondidas (principalmente en las animaciones de otros juegos) sobre posibles nuevos lanzamientos que llegarían para el año siguiente, pero nada fue confirmado ni es oficial. A finales de marzo de 2021, se comenzaron a realizar filtraciones, sobre posibles títulos que estaría desarrollando Supercell de forma secreta.
Finalmente, el juego fue anunciado el 2 de abril de 2021 junto a otros dos juegos, (Clash Mini y Clash Heroes) por cortesía de Supercell. Seth, uno de los diseñadores de Clash Royale y Clash of Clans, afirmó que era la primera vez que anunciaban un juego en una fase tan temprana de desarrollo, sin embargo, fue publicado tan sólo cuatro días después en su versión beta, pendiente de un lanzamiento global. 
En el anuncio, mostraron un poco la consistencia de cada juego y también anunciaron que Clash Quest estaba aún en desarrollo en Helsinki, Finlandia

## Cierre de los servidores
Durante la madrugada del 17 de agosto de 2022, Supercell hizo un comunicado oficial en Twitter en el que mencionan que Clash Quest será descontinuado en 6 semanas debido a que por más actualizaciones que ellos hacían al juego en su desarrollo beta, no alcanzó los estándares que ellos estuvieron esperando en un principio.

## Juego
El objetivo de Clash Quest era ofrecer una nueva perspectiva al universo Clash. Era un juego muy simple y fácil de entender pero al adentrarse en él se volvía más complicado. Al pertenecer al universo Clash, sus personajes son conocidos debido a su aparición en otros juegos de la franquicia. Además, sus ataques y objetivos son similares a los de otros juegos, por lo que ya nos resultará familiar. También contaba con seis hechizos y cinco libros. Aquí la lista de elementos que se podían desbloquear:
| Tropas Disponibles            | Hechizos      | Libros  |
| ----------------------------- | ------------- | ------- |
| Bárbaro                       | Bola de Fuego | Swap    |
| Arquera                       | Cohete        | Charge  |
| Mago                          | Descarga      | Retreat |
| Príncipe                      | El Tronco     | Rush    |
| Gigante                       | Flechas       | Reversa |
| Duende                        | Curación      |         |
| P.E.K.K.A.                    |               |         |
| Bombardero                    |               |         |
| Bebé Dragón                   |               |         |
| Esbirros                      |               |         |
| Minero Bombardero (esqueleto) |               |         |

## Recompensas
A medida que se avanzaba en el juego, le daba varias recompensas, entre ellas: oro, elixir, Quest Tokens, gemas y cajas.
El oro servía para aumentar el nivel de las tropas y para comprar objetos en la tienda.
El elixir también se necesitaba a la hora de mejorar las tropas.
Los Quest Tokens servián para poder seguir jugando, al acabarse la Quest Energy.
Las gemas servían para comprar objetos y adelantar el progreso en el juego.
Las cajas son de los objetos más valiosos ya que ofrecían tropas, hechizos y libros extras para todas las demás partidas, pero también podían dar objetos que hacen a una tropa más poderosa y útil.

## Niveles
Para hacer más fuertes a las tropas, se precisan oro y elixir.
| Nivel al cual subir | Oro           | Elixir        |
| ------------------- | ------------- | ------------- |
| Nivel 1-2           | 1200 de oro   | 4 de elixir   |
| Nivel 2-3           | 2500 de oro   | 8 de elixir   |
| Nivel 3-4           | 5000 de oro   | 12 de elixir  |
| Nivel 4-5           | 8000 de oro   | 20 de elixir  |
| Nivel 5-6           | 16000 de oro  | 40 de elixir  |
| Nivel 6-7           | 28000 de oro  | 70 de elixir  |
| Nivel 7-8           | 50000 de oro  | 100 de elixir |
| Nivel 8-9           | 80000 de oro  | 150 de elixir |
| Nivel 9-10          | 120000 de oro | 200 de elixir |